# 埃莫纳库
埃莫纳库（法語：Hem-Monacu）是法国皮卡第大区索姆省的一个市镇，属于佩罗讷区孔布勒县。该市镇2009年时的人口为128人。

## 人口
埃莫纳库人口变化图示
| 数据来源：INSEE |